# Люси-ле-Бокаж
Люси-ле-Бока́ж (фр. Lucy-le-Bocage) — коммуна во Франции, находится в регионе Пикардия. Департамент коммуны — Эна. Входит в состав кантона Эссом-сюр-Марн. Округ коммуны — Шато-Тьерри.
Код INSEE коммуны — 02443.

## Население
Население коммуны на 2010 год составляло 175 человек.
| 1962 | 1968 | 1975 | 1982 | 1990 | 1999 | 2010 |
| ---- | ---- | ---- | ---- | ---- | ---- | ---- |
| 154  | 140  | 124  | 132  | 141  | 166  | 175  |

## Экономика
В 2010 году среди 108 человек трудоспособного возраста (15—64 лет) 85 были экономически активными, 23 — неактивными (показатель активности — 78,7 %, в 1999 году было 72,8 %). Из 85 активных жителей работали 82 человека (45 мужчин и 37 женщин), безработных было 3 (2 мужчин и 1 женщина). Среди 23 неактивных 4 человека были учениками или студентами, 10 — пенсионерами, 9 были неактивными по другим причинам.